# Кобзар (капела бандуристів)
«Кобзар» — заслужена самодіяльна капела бандуристів із с. Струсів Теребовлянського району.

## Історія
Створена як ансамбль бандуристів 1957 в Струсівському будинку культури з ініціативи А. Заячківського, В. Обухівського (керівник) та Іларіон Пухальського. Біля витоків капели була Ганна Білогуб-Вернигір — бандуристка, вчителька Струсівської школи-інтернату, яка навчала гри на бандурі майбутніх учасників колективу.

## Нагороди
- Премія імені Степана Будного (1986).
- Всеукраїнська літературно-мистецька премія імені Братів Богдана та Левка Лепких (1987).
- Премія імені Соломії Крушельницької (2002).
- Звання народної (1962).
- Звання заслуженої (1967).
- Золота медаль на Всесоюзному телевізійному конкурсі самодіяльних мистецтв (1972).
- Лауреат 1-го конкурсу козацької пісні в м. Запоріжжя (1990).

## Учасники
У «Кобзарі» працювали — диригент, хормейстер Мирослав Ляхович, концертмейстер — Василь Сорока, художній керівник-головний диригент — Володимир Верней (1968—1972), мистецькі керівники-диригенти — Богдан Іваноньків (1972—2000), Михайло Носатий (від 2000). Директор — П. Киба.
У колективі понад 50 учасників, серед них солісти — Роман Бойко, Іван Громик, Микола Мечник, Роман Набитович, а також П. Вербицький, В. Вербовецький, О. Воробйов, Дмитро Губ'як, К. Кокошко.

## Репертуар
У репертуарі «Кобзаря» — духовна музика, козацькі, стрілецькі, народні пісні, колядки, щедрівки.
Капела виступала з концертами в Києві, Запоріжжі, Дніпропетровську й інших містах України, у Болгарії, Литві, Польщі, Росії, Сербії, Словаччині, Хорватії, Югославії та інших країнах, на Євро- й Інтербаченні.

## Інше
При капелі працює студія «Кобзарик» (керівник — Я. Кубіт).
Фірма «Мелодія» (1967, 1970, 1989) випустила грамплатівки із записами творів у виконанні колективу.
Музей «Кобзаря» діє у Струсівському будинку культури.